# Antonov An-24
Antonov An-24 (ukrajinsky a rusky: Антонов Ан-24; v kódu NATO: Coke) je sovětský čtyřicetičtyřmístný dvoumotorový turbovrtulový celokovový transportní letoun.

## Vznik
Ve druhé polovině 50. let 20. století hledala letecká společnost Aeroflot náhradu za dosluhující stroje Lisunov Li-2, Iljušin Il-12 a Iljušin Il-14. Ve specifikaci také požadovala schopnost přepravy 32 až 40 cestujících a odpovídající náklad na krátkých tratích.
Vývojem nového letounu byla pověřena kyjevská konstrukční kancelář O. K. Antonova, vývojem odpovídajících turbovrtulových motorů pak kancelář A. T. Ivčenka. Ta připravila motor AI-24 o výkonu 1874 kW.
Vývojové a následné konstrukční práce byly zahájeny v prosinci roku 1957. Konstrukce letounu byla optimalizována pro provoz z nezpevněných letištních ploch. Hornoplošná konfigurace chrání motory a čtyřlisté hydraulicky stavitelné vrtule před poškozením předměty na letištní ploše. Poměr výkonu k hmotnosti je vyšší než u většiny srovnatelných letadel. Letoun je bytelný a k údržbě nevyžaduje sofistikované letištní zařízení.

## Vývoj
Prototyp An-24 (výr. č. 0001, příležitostná imatrikulace SSSR-L1959) poprvé vzlétl 20. prosince 1959 se zkušební posádkou G. I. Lysenka. Problémy s podélnou stabilitou byly vyřešeny na druhém prototypu (0002, SSSR-L1960). Zvýšena byla svislá ocasní plocha se širším přechodem do hřbetu trupu, bylo zvětšeno vzepětí VOP a pod záď trupu byla nainstalovaná kýlová plocha. Prodlouženy byly zadní části motorových gondol i příď s radiolokátorem.
Podobně byly upraveny také další dva stroje SSSR-19603 a SSSR-19605. Po úspěšném letovém zkušebním programu byly první letouny od dubna 1962 předávány ukrajinskému ředitelství Aeroflotu.
V roce 1965 vznikla varianta An-24B pro 50 cestujících. Verze An-24V, poháněná motory AI-24A o výkonu 1912 kW, byla nejdříve navržena k dopravě 44 až 52 cestujících. Na požadavek Aeroflotu byly všechny standardně vybaveny 50 sedadly. Vznikla také smíšená varianta s prostorem pro přepravu nákladu a menší kabinou na zádi pro 18 pasažérů. An-24V 2. série měly instalovány výkonnější pohonné jednotky AI-24A po 2070 kW.
Výrobní závody č. 473 v Kyjevě-Svjatošinu a č. 99 v Ulan Ude-Muchimě vyráběly do roku 1978 verzi An-24RV s pomocným proudovým motorem Tumanskij RU19-300 o tahu 7,8 kN, instalovaným v zádi pravé motorové gondoly. Byl využíván při pozemním spouštění hlavních motorů i ke krátkodobému zvýšení tahu při vzletu.
Verze An-24T byla určena k dopravě až 4600 kg nákladu, jejíž letové testy byly zahájeny v roce 1966. Z trupu zmizela téměř všechna okna a vstupní dveře na levé straně za křídlem. Na zádi přibyla sklopná rampa, podlaha byla zesílena. Následně se na základě provozních poznatků montovaly výkonnější motory Ivčenko AI-24VT po 2074 kW

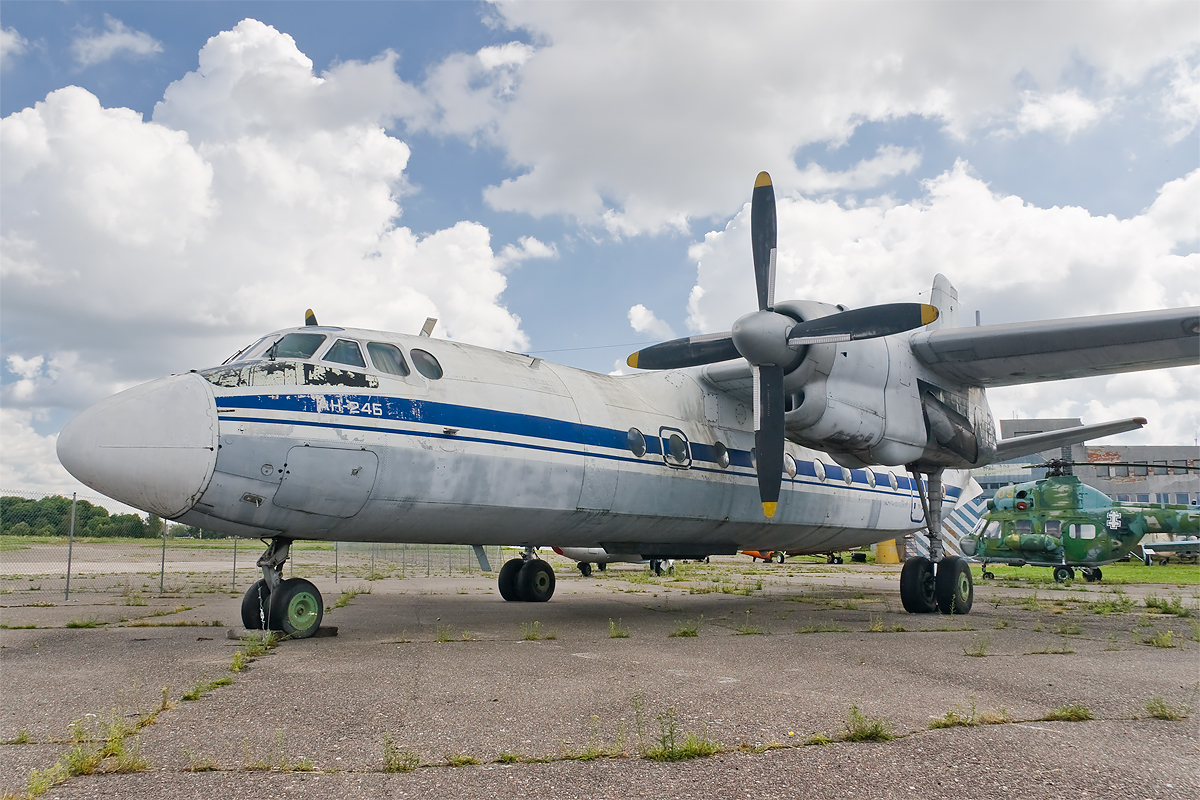
Antonov An-24B

Čínská společnost Xian Aircraft Manufacturing Company vyrábí v licenci An-24RV pod označením Yunshuji Y-7. K jeho pohonu byly vybrány čínské turbovrtulové jednotky Dongan WJ5A1 s vrtulemi Baoding J-16G10A. Dále se od svého vzoru liší širším trupem a křídlem s větším rozpětím. První let proběhl 25. prosince 1970. Jeho certifikace byla dokončena v roce 1980 a během následujících čtyř let bylo postaveno asi 20 strojů.
Od roku 1985 začala hongkongská společnost HAECO tyto stroje upravovat na verzi Y-7-100 s modernizovaným kokpitem pro tříčlennou posádku a kompletně přestavěnou hlavní kabinou. Její obměna Y-7-100A byla vybavena menšími winglety na koncích křídla. Bez wingletů, avšak s novou avionikou vznikla varianta Y-7-200, na níž navázal šedesátimístný model Y-7-200A s motory Pratt & Whitney PW127C s vrtulemi Hamilton Standard a avionikou Collins. Speciálně pro čínský trh byla odvozena varianta Y-7-200B s hlavní kabinou upravenou pro 58 cestujících, křídlo postrádá winglety. Vznikly také verze Y-7E pro provoz z letišť ve vysokých nadmořských výškách a nákladní Y-7F dodávaná od června 1992. Výroba v Číně stále pokračuje, i když výroba typu na Ukrajině skončila už v roce 1978.

## Nasazení

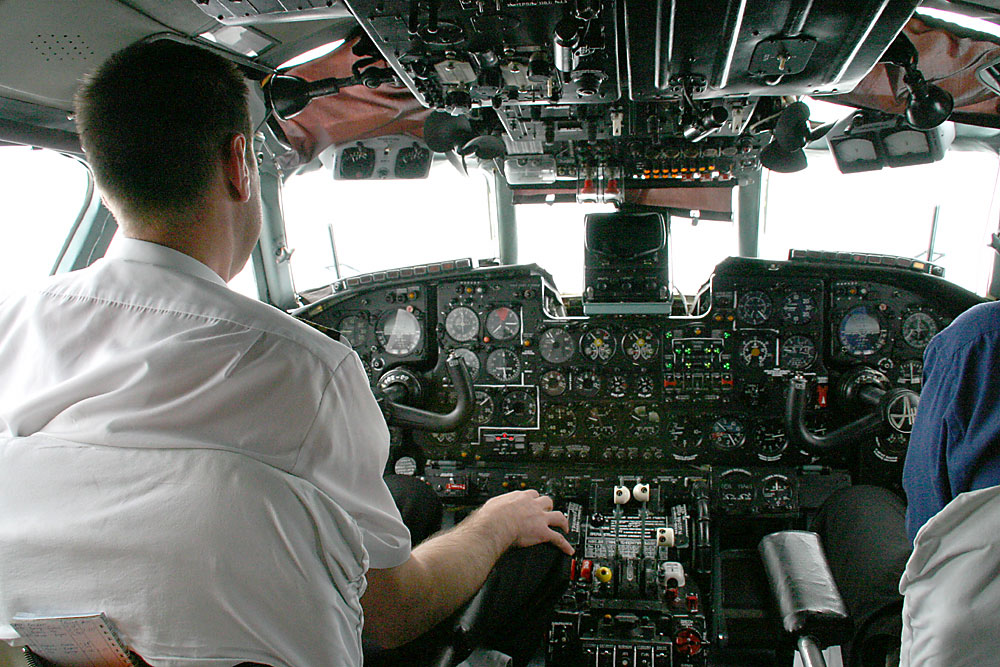
Kokpit An-24

Aeroflot nasadil první An-24 od června 1962 na nákladní linky z Kyjeva přes Mykolajiv do Chersonu. Zkušební provoz s pasažéry byl zahájen v září téhož roku na lince Kyjev-Krasnodar. Dne 31. října 1963 začaly stroje An-24 na první pravidelné lince z Kyjeva do Chersonu. Od prosince 1963 uvedlo moskevské ředitelství Aeroflotu tento typ na spojích do Saratova, Čeboksaru, Kursku a Tuly.
Postaveno bylo více než 1000 kusů a asi 880 jich je stále v provozu po celém světě, nejvíce v zemích SNS a v Africe. K srpnu 2006 bylo celkem 448 Antonovů An-24 ve službě u civilních leteckých společností.

## Další varianty
- An-24P – protipožární verze
- An-24RT
- An-24TV

## Nehody An-24

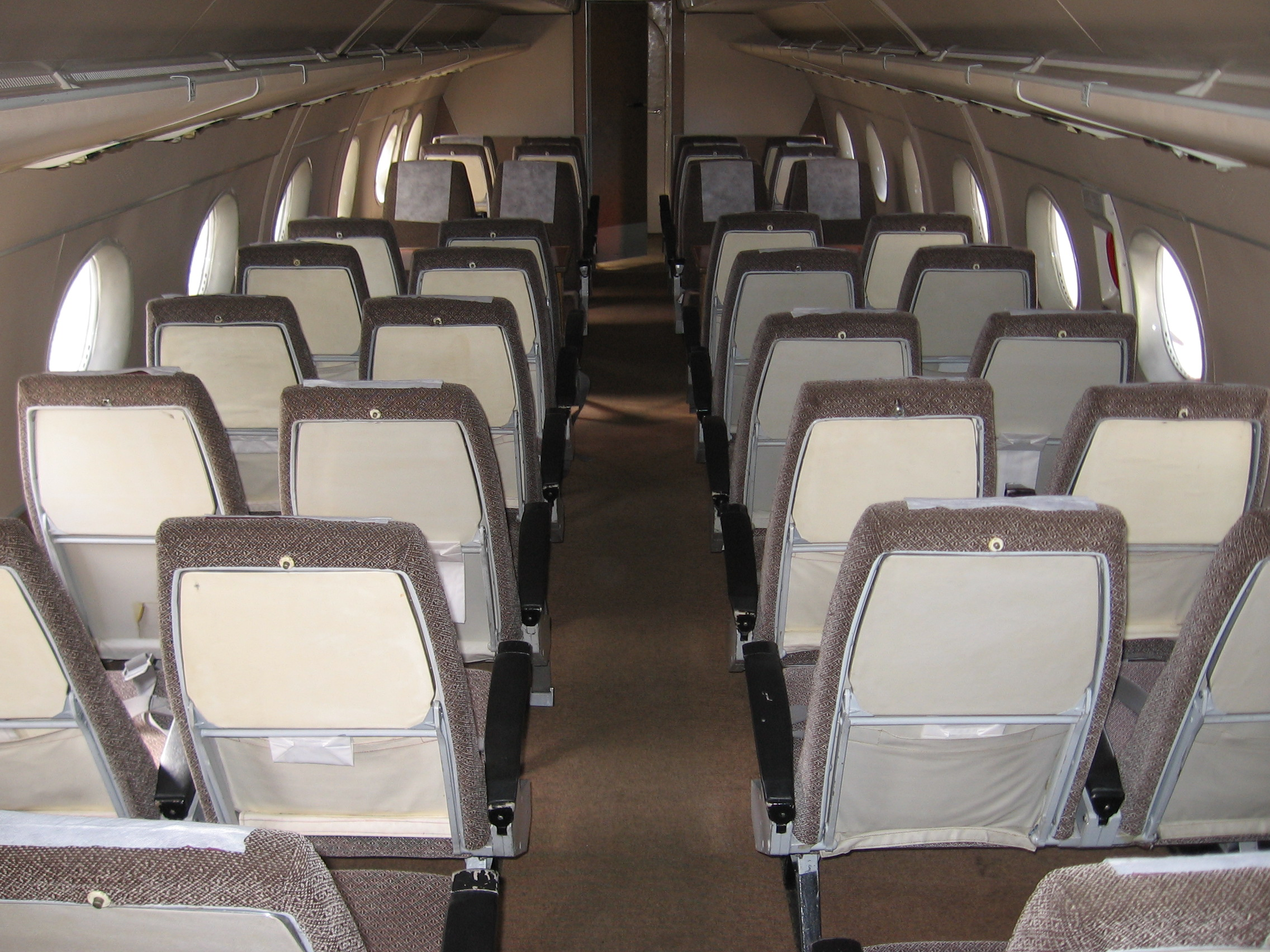
Kabina An-24

Souhrnné údaje (2004):
- Totální ztráty: 109 (s celkem 1673 mrtvými)
- Ostatní nehody: 11 (s celkem 59 mrtvými)
- Únosy: 33 (s celkem 4 mrtvými)

### Vybrané nehody
- 28. února 1973 nehoda vojenského letadla An-24 u letiště Szczecin-Goleniów v Polsku. Nehoda si vyžádala celkem 18 obětí, mezi nimi byl ministr vnitra PLR Wiesław Ociepka, ministr vnitra ČSSR Radko Kaska a vedoucí oddělení ÚV KSČ Michal Kudzej.
- 19. ledna 2006 se An-24 Slovenské armády s 43 osobami na palubě zřítil u obce Hejce v Maďarsku pouhé 3 km od hranic se Slovenskem. Při pádu letadla zemřelo 41 vojáků a 1 civilní zaměstnanec ministerstva obrany, 1 voják přežil. Letoun přivážel zpět slovenské příslušníky sil KFOR z půlroční služby v Kosovu.[3] Viz článek Letecká katastrofa slovenského An-24.

- 25. června 2007 narazil do horského svahu kambodžský An-24 civilní letecké společnosti PMTair s 16 cestujícími a 6 členy posádky. Nehodu, která se odehrála asi 130 km na jih od hlavního města Phnompenh, nikdo nepřežil. Tři z cestujících byli turisté z České republiky.[4][5]

## Specifikace (An-24V)

### Hlavní technické údaje
Podle Airliners.net

Antonov An-24

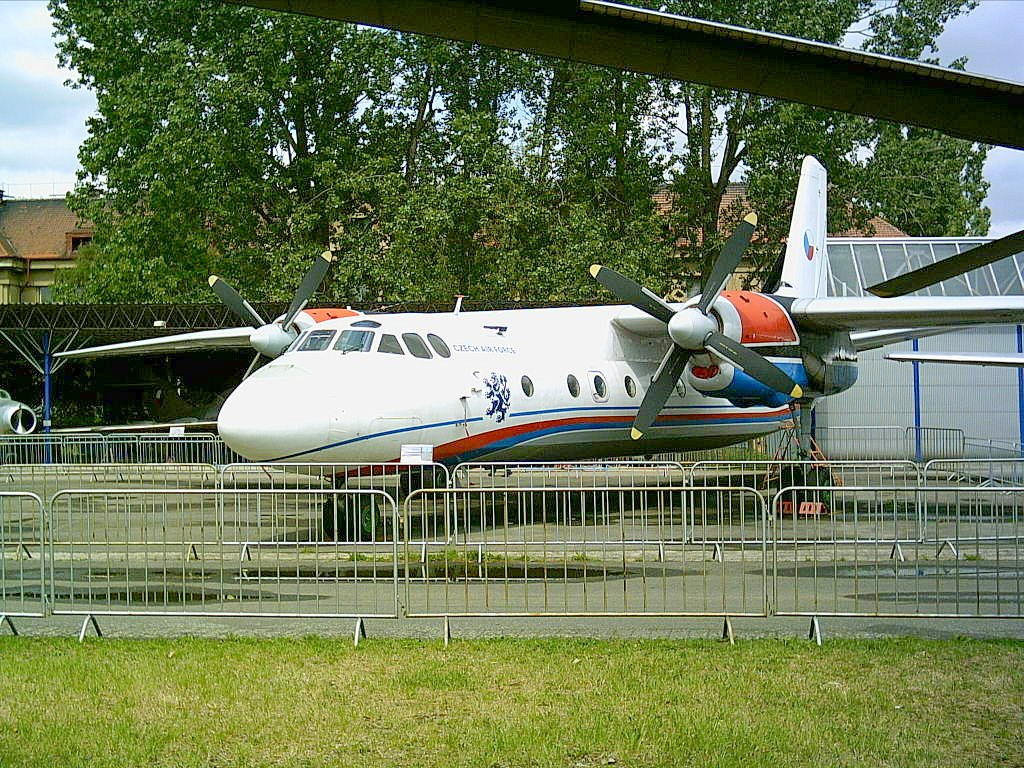
An-24V českého letectva v Kbelském muzeu v roce 2007

- Posádka: 3-4 (2 piloti, 1 palubní inženýr, volitelně 1 radista)
- Kapacita: 50 cestujících
- Užitečný náklad: 5500 kg
- Délka: 23,53 m
- Rozpětí: 29,20 m
- Výška: 8,32 m
- Nosná plocha: 75,0 m²
- Prázdná hmotnost: 13 300 kg
- Max. vzletová hmotnost : 21 000 kg
- Pohonná jednotka: 2× turbovrtulový motor Ivčenko AI-24A
- Výkon pohonné jednotky: 1887 kW (2530 ehp)

### Výkony
- Cestovní rychlost: 450 km/h
- Maximální rychlost: 500 km/h
- Dolet:
  - s max. nákladem 750 km
  - s max. množstvím paliva 2400 km
- Dostup: 8400 m
- Stoupavost: - m/s